# Arco parabólico

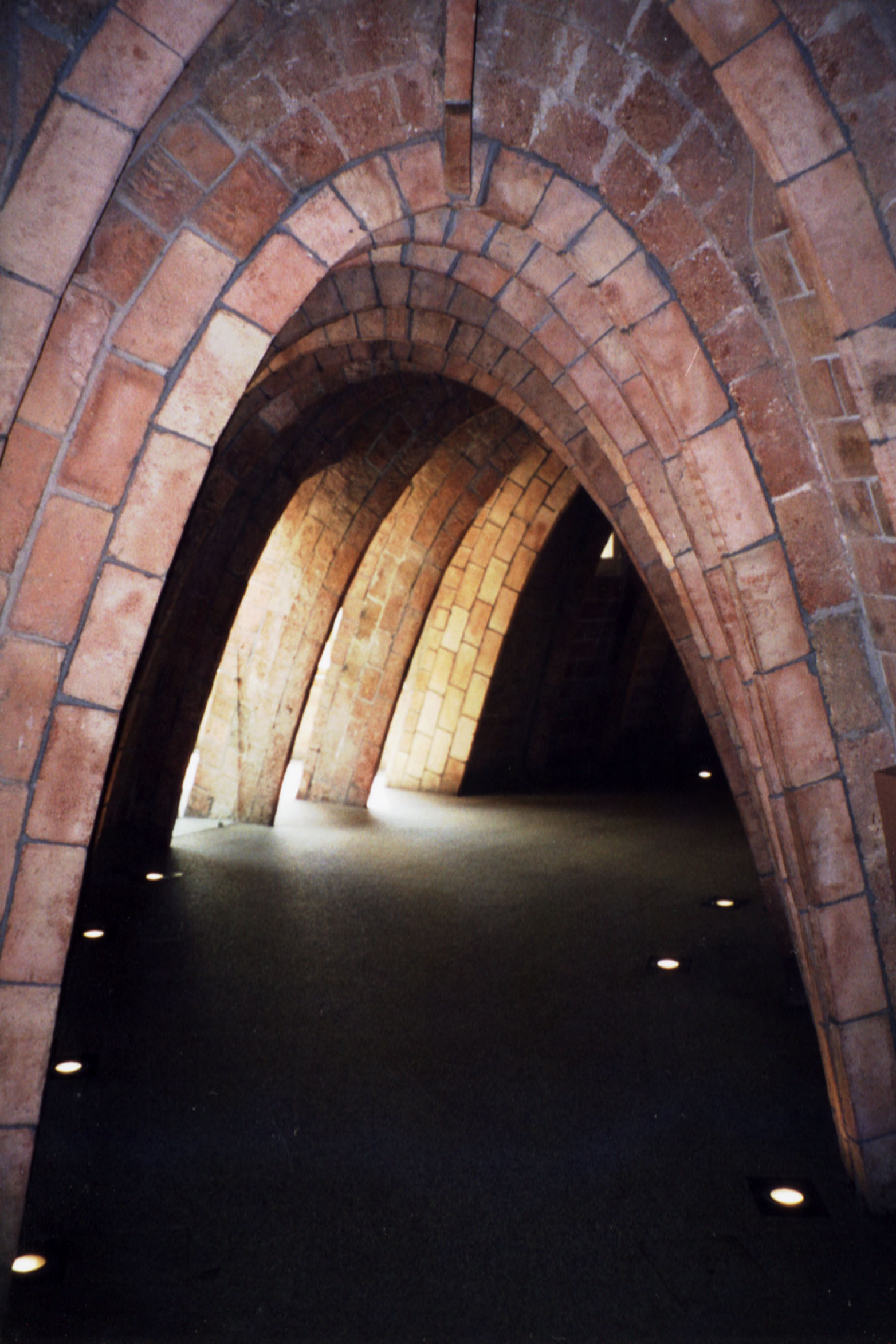
Arcos catenarios en La Pedrera, Barcelona

Un arco parabólico es un tipo de arco con forma de parábola. En estructuras, su curva representa un método de reparto de cargas muy eficiente, por lo que se puede encontrar en puentes y en la estructura de distintos edificios en una gran variedad de formas.

## Descripción

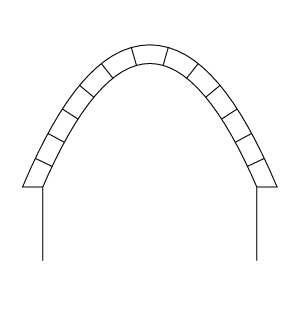
Dovelas de un arco parabólico

### Geometría
Mientras que un arco parabólico puede parecerse a simple vista a un arco catenario, desde el punto de vista matemático una parábola es una función cuadrática, mientras que una catenaria es una función hiperbólica, cosh(x) (suma de dos exponenciales). Por ejemplo, la ecuación de una parábola puede tomar la forma f(x) = x2 + 3x − 1, mientras que el coseno hiperbólico se expresa como cosh(x) = ex + e−x2. En consecuencia, a pesar de su parecido aparente, ambas curvas no guardan entre sí una relación directa.

### Línea de empujes
A diferencia de un arco de catenaria, un arco parabólico presenta la propiedad de que cuando se le aplica desde arriba una carga vertical uniformemente distribuida, la compresión interna (véase línea de empujes) resultante de ese peso seguirá una parábola. De todos los tipos de arco, el arco parabólico es el que produce un mayor empuje en la base. Además, puede abarcar el área más amplia. Se usa comúnmente en el diseño de puentes en los que se necesita salvar tramos largos entre apoyos.

### En comparación con los arcos de catenaria
Cuando un arco debe soportar una carga vertical distribuida uniformemente, su forma más adecuada es una parábola. Cuando solo soporta su propio peso, la mejor forma es una catenaria.

Una catenaria, en azul, representada junto a una parábola, en rojo
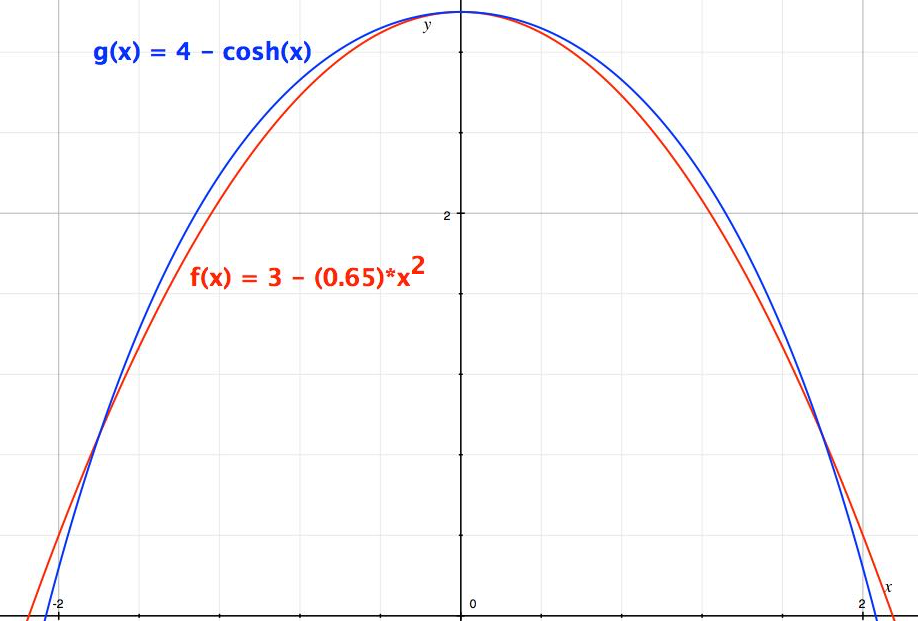
Una parábola (en rojo) representada junto a una catenaria (en azul), vistas en forma de arcos
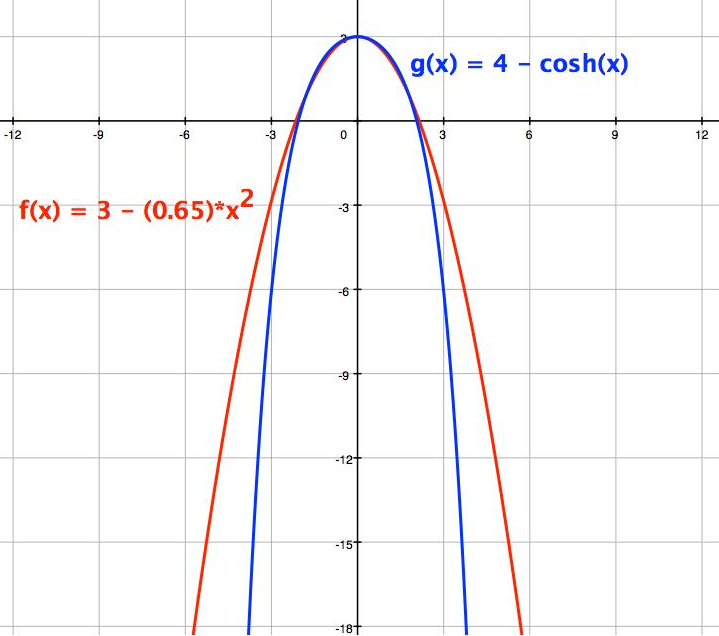
Parábola (rojo) graficada contra una catenaria (azul), vista para simular un arco (a mayor escala)

## Ejemplos

### En la naturaleza
Un huevo puede describirse bastante bien como dos paraboloides diferentes conectados mediante arcos de elipse.

### Ejemplos arquitectónicos

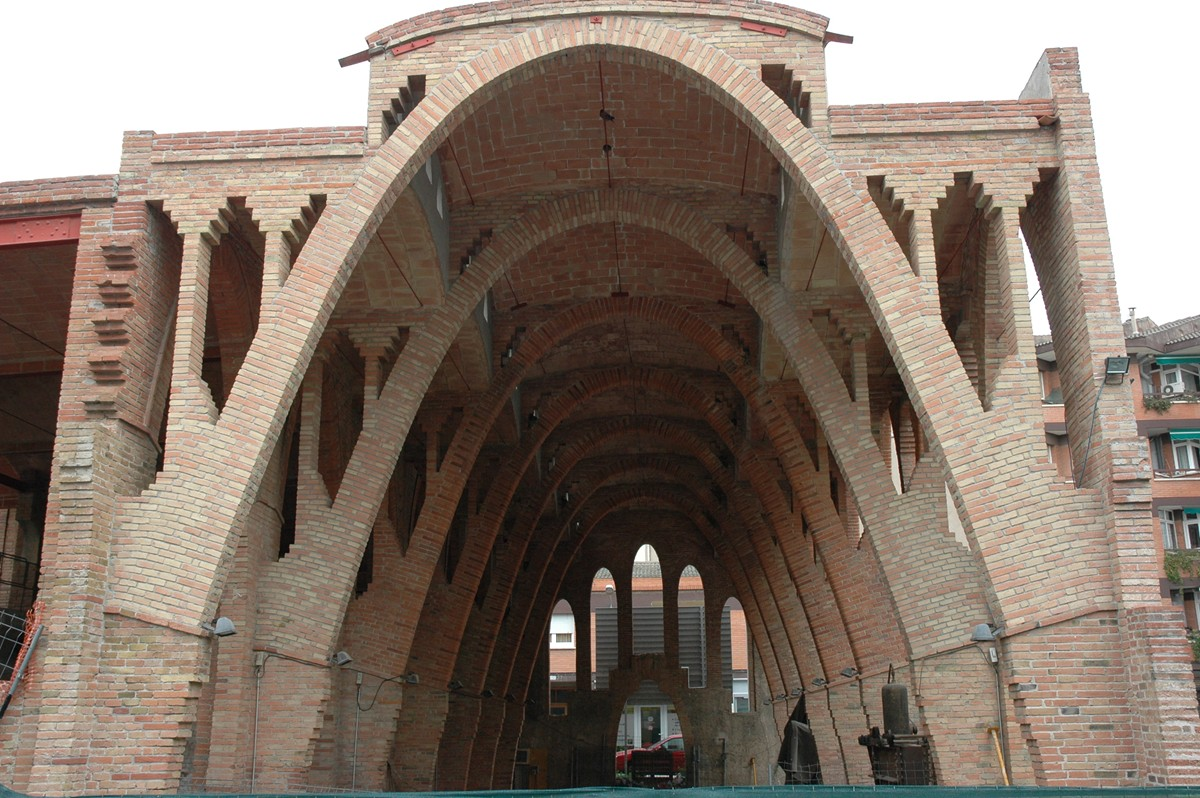
Celler modernista, Sant Cugat (España)

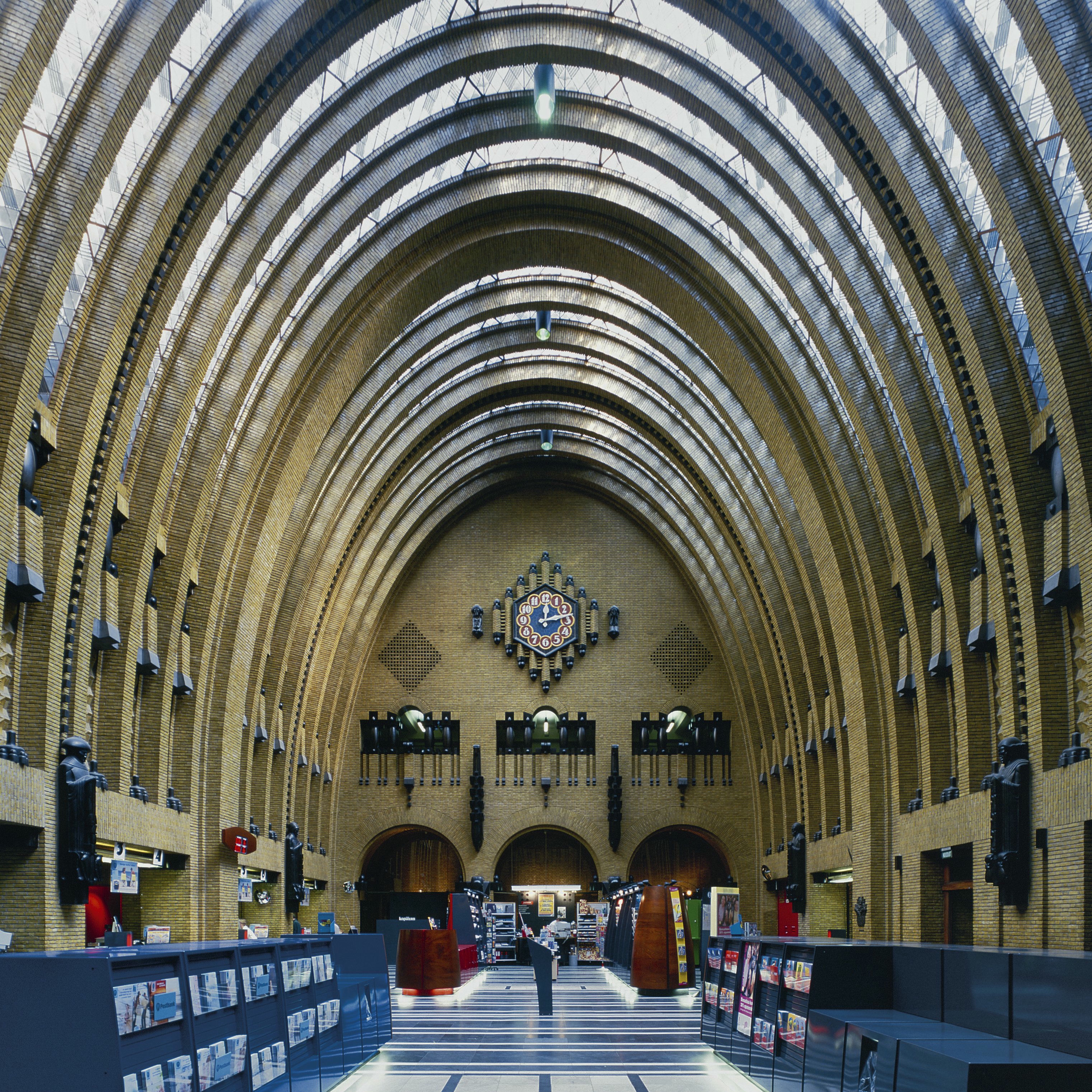
Antigua oficina postal principal de Utrecht (Países Bajos)

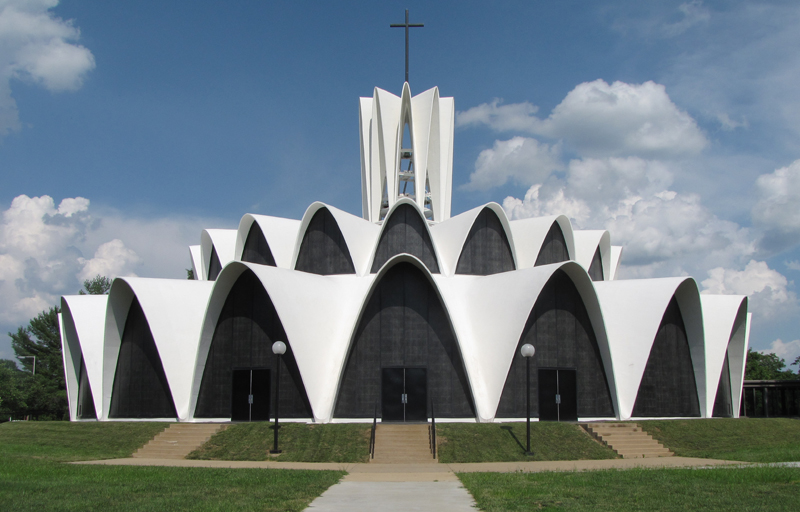
Capilla del Prior, Abadía de San Luis

Los arcos catenarios autoportantes aparecieron ocasionalmente en la arquitectura antigua, como por ejemplo en el arco principal del palacio sasánida parcialmente en ruinas de Taq-i Kisra (ahora en Irak), la bóveda de ladrillo no reforzada de un solo tramo más grande del mundo, o en las casas colmena del suroeste de Irlanda. En el período moderno, los arcos parabólicos fueron utilizados ampliamente por primera vez a partir de la década de 1880 por el arquitecto catalán Antoni Gaudí, que comenzó a utilizarlos a partir del concepto de las formas catenarias construidos en ladrillo o en piedra. Su diseño estaba basado en arcos antifuniculares, y permitió calcular el famoso Templo Expiatorio de la Sagrada Familia de Barcelona.
Otros arquitectos catalanes usaron formas similares en la década de 1920, y aparecieron ocasionalmente en la arquitectura expresionista alemana de las décadas de 1920 y 1930. Desde la década de 1940 comenzaron a reaparecer en las estructuras de hormigón armado, y ciertas formas laminares como los paraboloides hiperbólicos, se convirtieron en diseños populares gracias a la obra de arquitectos como Félix Candela en México y Oscar Niemeyer en Brasil. Este tipo de cubiertas ya se podían encontrar por todo el mundo en las décadas de 1950 y 1960, especialmente en la construcción de iglesias. Desde la década de 1990, el diseñador español Santiago Calatrava utilizó con frecuencia parábolas para sus características estructuras de cubiertas y puentes. Las estructuras que son arcos autoportantes, como la cubierta del Jardín de Invierno de Sheffield, suelen estar más cerca de las verdaderas catenarias.
- Palacio Güell, 1886-88, Barcelona, donde Antoni Gaudí utilizó arcos parabólicos en piedra para los accesos a las calzadas y en ladrillo para la estructura del vestíbulo principal.
- Casa Milà, 1906, también de Gaudí, posee unos arcos parabólicos de ladrillo que sostienen el techo del ático, utilizado como lavadero.
- Mercado de Wrocław, 1906-8, Richard Plüddemann y Heinrich Küster, estructura interna.
- Celler modernista, 1921, parte de Museo de Sant Cugat, Cataluña, España; Cèsar Martinell.
- Cooperativa Vinícola de Pinell de Bray, 1922, Cataluña, España; Cèsar Martinell.
- Antigua Oficina Postal Principal de Utrecht 1919-24, Utrecht, salón principal, diseñado por J. Crouwel Jr.
- San Engelberto, Colonia (Alemania), 1928-1932, por Dominikus Böhm.
- Iglesia de San Francisco de Asís, 1943, Pampulha, Belo Horizonte, Brasil; Oscar Niemeyer.
- Iglesia de la Purísima, 1943, Monterrey, México; Enrique de la Mora.
- Pabellón de Rayos Cósmicos, 1951, Félix Candela con Jorge González Reyna. UNAM, Ciudad de México
- Iglesia de St Leonard,[8][9] 1953-61, St Leonards on Sea, Reino Unido.
- Cenotafio conmemorativo, 1952, Parque Memorial de la Paz de Hiroshima,[10] por Kenzō Tange.
- Catedral de Santa María, 1958-62, Darwin, Australia; arquitecto Ian Ferrier.
- Toast Rack (edificio) (originalmente el Domestic Trades College, Politécnico de Mánchester) 1960, Fallowfield, Mánchester, Reino Unido; arquitecto de la ciudad, Leonard Cecil Howitt.
- Theme Building, 1961, Aeropuerto Internacional de Los Ángeles; Pereira & Luckman, Paul Williams y Welton Becket.
- Capilla del Prior, Abadía de San Luis, 1962, Creve Coeur, Condado de San Luis, Misuri, Estados Unidos; HOK con Pier Luigi Nervi.
- Arco Gateway, 1960-5, San Luis, un elevado arco de catenaria monumental diseñado por Eero Saarinen.
- Galería Allen Lambert, 1992, Toronto, Canadá, por Santiago Calatrava.
- L'Umbracle (casa de sombra catenaria)[11] 2001, Ciudad de las Artes y las Ciencias de Valencia (España), por Santiago Calatrava.
- Acuario Oceanográfico, 2003, Valencia, España, por Félix Candela.
- Jardín de Invierno de Sheffield (catenaria), 2003, Sheffield, Reino Unido; Pringle Richards Sharratt Arquitectos y Buro Happold
- Fjordenhus, 2018, Vejle Fjord, Dinamarca, por Olafur Eliasson y Sebastian Behmann.[12]

### Puentes

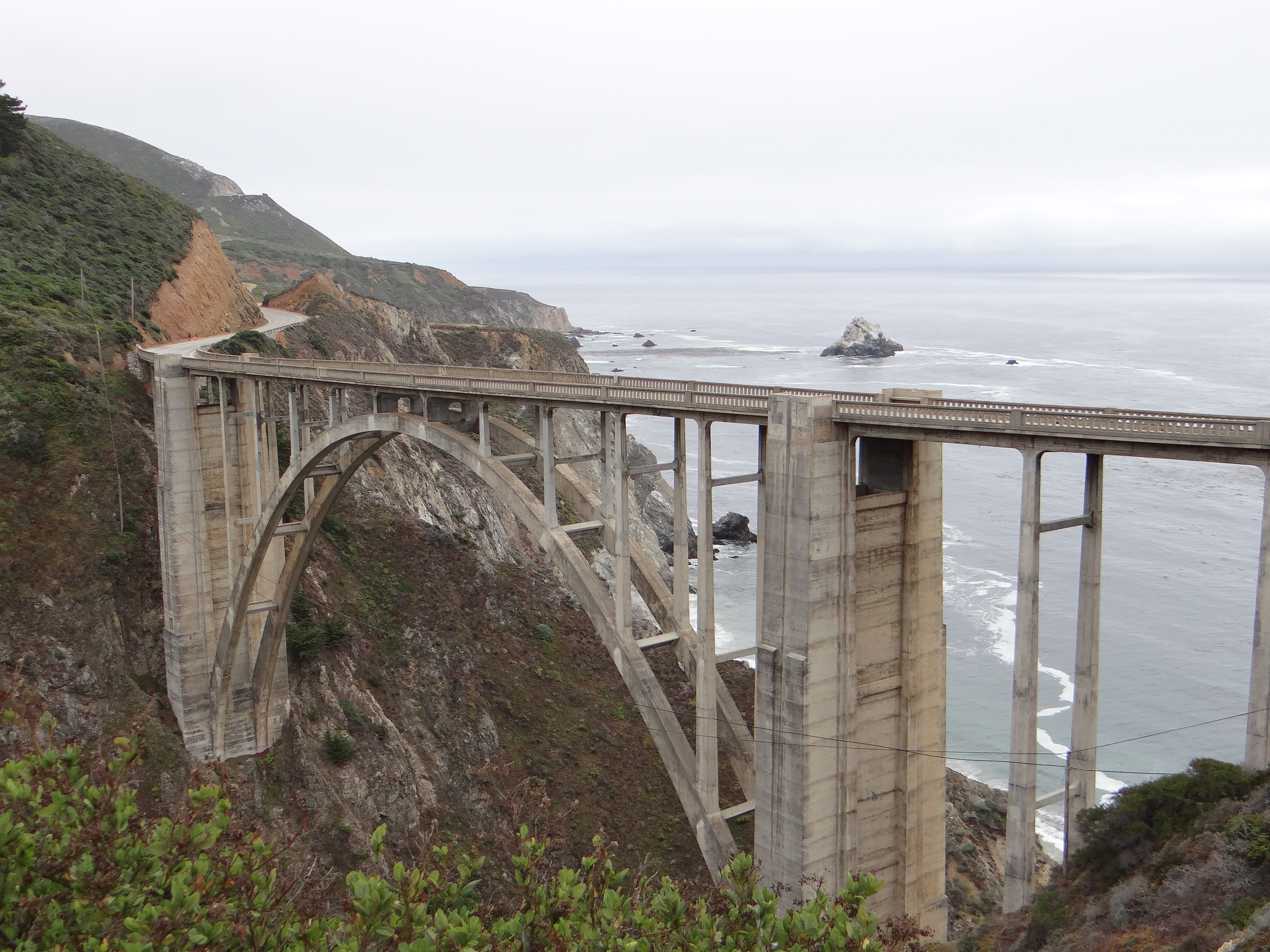
El Puente de Bixby Creek, con un diseño de arco parabólico

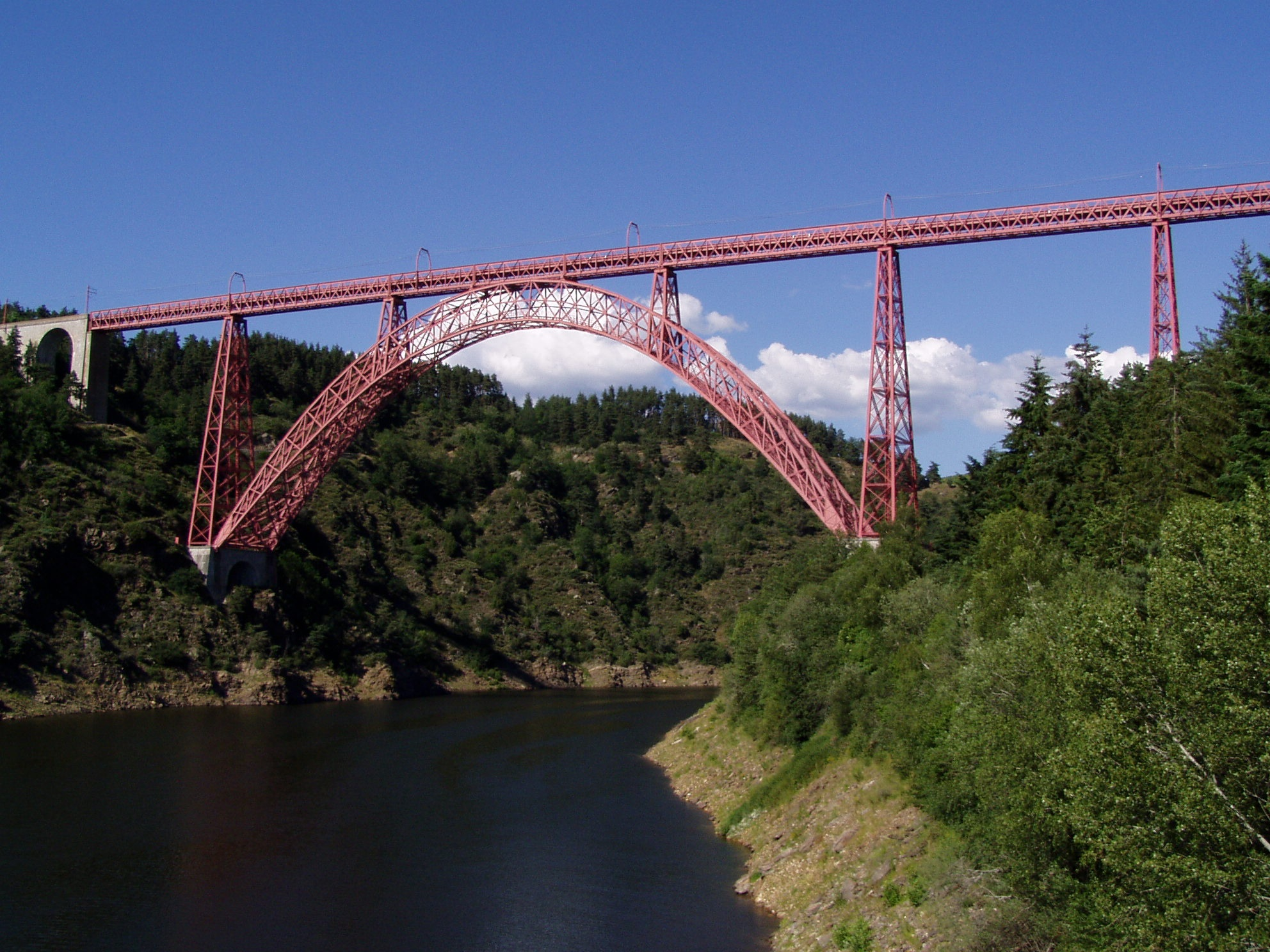
Viaducto de Garabit, Francia

Los puentes han utilizado diversos tipos de arcos desde la antigüedad, a veces con formas rebajadas muy planas, pero rara vez en forma de parábola. Un simple puente de cuerdas describe una catenaria, pero los puentes colgantes generalmente describen una parábola debido al peso del tablero que soporta la calzada, suspendido del arco invertido. Los primeros puentes colgantes modernos se construyeron a principios del siglo XIX, primero con cadenas y luego con cables de acero, que todavía se utilizan en la actualidad. Los arcos parabólicos que sostienen la calzada desde abajo (o en forma de puente de arco) aparecieron por primera vez en la década de 1870 y se han utilizado ocasionalmente desde entonces. Algunos ejemplos destacados son:
- Puente María Pía, de Gustave Eiffel y Théophile Seyrig, Oporto, Portugal, un puente ferroviario construido en 1877.[13]
- Viaducto de Garabit, cerca de Ruynes-en-Margeride, Cantal, Francia, también diseñado por Gustave Eiffel y construido entre 1882 y 1884.[14]
- Puente Parabólico de Hadley, 1885, Hadley, NY, EE. UU.
- Pasarela de Dell,[15] 1894, Port Sunlight, Wirral, Inglaterra.
- Puente Nuevo,[16] 1903, Murcia, España, ingeniero civil José María Ortiz
- Viaducto de Austerlitz, 1903-4, París, ingenieros Louis Biette y Fulgence Bienvenüe, arquitecto Jean-Camille Formigé.
- Puente de la Calle 16,[17] 1905-10, Washington D. C., el primer puente con un arco parabólico en los EE. UU.
- Puente de las Cataratas Victoria,[18][19][20] 1904-5, cataratas Victoria, Zimbabue.
- Puente Memorial,[21] 1920, Springfield (Massachusetts).
- Puente de Tyne,[22] 1928, Newcastle upon Tyne, Reino Unido.
- Puente de Cape Creek,[23] 1931, Condado de Lane (Oregón), Estados Unidos, ingeniero Conde McCullough.
- Puente Bayonne,[24] 1931, Bayonne (Nueva Jersey), Othmar Ammann y el arquitecto Cass Gilbert
- Puente de Bixby Creek,[25] 1931-2, Big Sur, California, ingenieros C. H. Purcell y F. W. Panhorst.
- Puente de Balclutha Road,[26] 1933-35, Balclutha, Distrito Clutha, Nueva Zelanda.
- Puente Juscelino Kubitschek, 2002, Brasilia, Brasil, Alexandre Chan y el ingeniero estructural Mário Vila Verde.